# پنس (ایندیانا)
پنس (به انگلیسی: Pence) یک منطقهٔ مسکونی در ایالات متحده آمریکا است که در شهرستان وارن، ایندیانا واقع شده‌است. پنس ۲۱۳ متر بالاتر از سطح دریا واقع شده‌است.